# Latimer Road (Metropolitano de Londres)
Latimer Road é uma estação do Metrô de Londres em North Kensington, no Royal Borough of Kensington and Chelsea. Ela está nas linhas Circle e Hammersmith & City entre as estações Wood Lane e Ladbroke Grove e fica na Zona 2 do Travelcard.

## Localização
Incomumente, Latimer Road e a estação que leva o seu nome não estão geograficamente próximas, estando aproximadamente a 500 metros uma da outra e em lados opostos do Westway Flyover (A40 road) - estando a estrada a norte e a estação a sul. Antes da construção da Westway e da rotatória elevada que a liga à West Cross Route (A3220), a Latimer Road corria mais a sul e mais perto da estação. Apesar da renomeação da parte sul da estrada, a estação manteve o nome original. A estrada recebeu o nome de Edward Latymer, que legou o terreno para construir a estrada a fim de ajudar a financiar a escola em Hammersmith que ele fundou. Freston é o nome da vila ancestral em Suffolk da família Latymer.

## História

Mapa das estações na área de Shepherd's Bush mostrando Latimer Road e a conexão fechada com a estação Uxbridge Road

A estação foi inaugurada em 16 de dezembro de 1868 em um entroncamento formado entre duas linhas ferroviárias existentes - a Hammersmith & City Railway (de propriedade da Great Western Railway e operando entre as estações Westbourne Park e Hammersmith) e a West London Railway (WLR) (entre Willesden Junction e Addison Road, agora estações Kensington (Olympia)). Os serviços para Addison Road foram originalmente fornecidos através da junção com os trilhos da WLR, mas foram descontinuados em 1940 e a junção não existe mais. A linha entre Latimer Road e Uxbridge Road foi então fechada e a linha elevada do trem demolida.
Em julho de 2010, a plataforma 2 sentido oeste foi fechada para início de obras de reforma e ampliação, em preparação para o novo S Stock a ser introduzido nas linhas Circle e Hammersmith & City a partir de 2012, que consiste na configuração de 7 carros em vez dos atuais 6. Volker Rail foi contratada pela TfL para demolir e reconstruir as plataformas leste e oeste, começando com a plataforma oeste e depois passando para o leste. No entanto, os planos mudaram devido às más condições dos arcos sob as plataformas, ao mau estado das vigas treliçadas na ponte sobre a Bramley Road e ao afundamento ao nível do solo na bilheteria.
A estação fechou completamente na segunda-feira, 17 de janeiro de 2011, por 14 semanas. A plataforma oeste foi reaberta primeiro, e a reabertura da plataforma leste na segunda-feira, 1 de agosto de 2011, anunciou o retorno total da estação ao serviço.

## A estação hoje

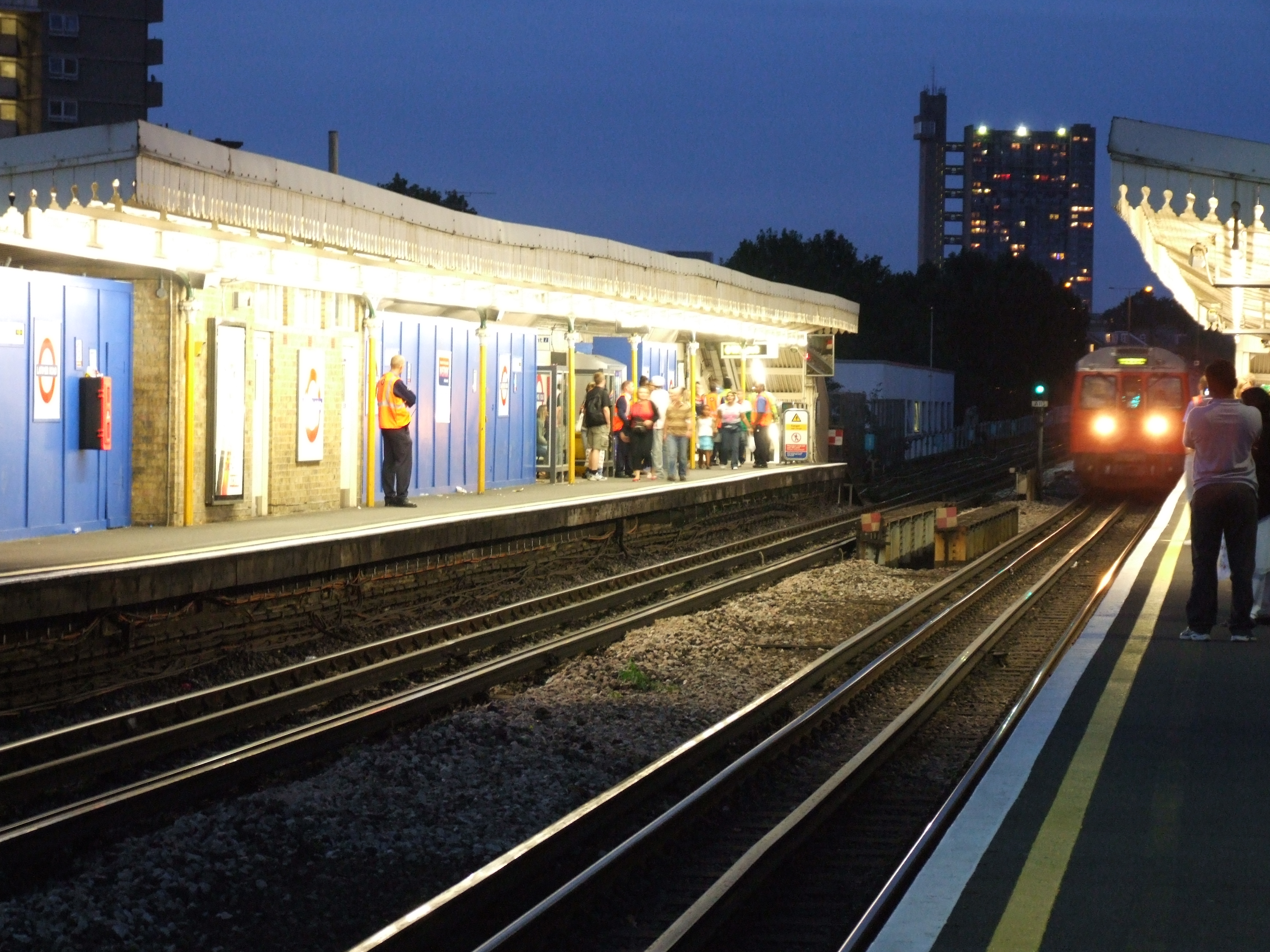
Estação de metrô Latimer Road com a Torre Trellick ao fundo.

### Projeto
A bilheteria da estação em Latimer Road está localizada ao nível do solo, dentro dos arcos do viaduto que transporta os trilhos acima.

### Instalações da estação
A estação possui bilheteria e 2 máquinas operadas por passageiros (ou POMs). O POM maior, chamado Multi Fare Machine (MFM), aceita notas de libras esterlinas do Reino Unido de até £20 e dá troco em moedas de 10 pence, 50 pence, £1 e £2. A máquina menor, conhecida como Advance Fare Machine (AFM), não dá troco e aceita pagamento a maior de até 30 centavos. Ambas as máquinas aceitam a maioria dos principais cartões de crédito e débito; entretanto os cartões individuais só podem ser usados uma vez por dia. Essas máquinas são a instalação padrão do Metrô de Londres em todas as estações operadas pela LU.
A estação também possui Quadros de Atualização de Serviços Elétricos ou ESUBS. Essas telas grandes anunciam informações de serviço atualizadas no Network Operations Centre, localizado na sede do Metrô de Londres, acima da estação de metrô St James's Park.
Existem 5 Postos de Atendimento ao Cliente na estação, 1 na bilheteira ao nível do solo e 2 em cada plataforma. Esses dispositivos de comunicação estão conectados à Sala de Controle da Estação Ladbroke Grove. Eles são usados principalmente pelos clientes para saber onde ou quando o próximo trem chegará, mas podem ser usados para entrar em contato com o pessoal ou a polícia em caso de emergência.
O quiosque da estação está fechado há muitos anos. Agora é usado pelo Metrô de Londres como área de armazenamento.

### Proximidade da Torre Grenfell
A Torre Grenfell, que foi destruída em um incêndio em 14 de junho de 2017, matando 72 pessoas, fica atrás da estação. Anúncios automatizados pedindo aos passageiros que esperam pelos trens que não tirem fotos do prédio danificado pelo fogo são feitos pela Transport for London, principalmente como um sinal de respeito àqueles que morreram ou foram afetados de outra forma pelo desastre, mas também para que quaisquer flashes de smartphones ou as câmeras não distraissem os maquinistas. O governo do Reino Unido solicitou que a estação fosse renomeada em homenagem à Torre Grenfell, um processo que precisará ser explorado pela Transport for London.

## Conexões
As rotas de ônibus de Londres servem a estação.